# Club Deportivo Toledo
El Club Deportivo Toledo és un club de futbol de la ciutat de Toledo, Castella-La Manxa.

## Història
El club va ser fundat l'any 1939. Va militar set temporades consecutives a Segona Divisió entre el 1993-94 i el 1999-00. Els seus més grans èxits foren arribar a disputar la promoció d'ascens a Primera la temporada 1993/1994 contra el Reial Valladolid (amb els resultats 1-0 a Toledo i 4-0 a Valladolid, per un global de 4-1), i eliminar el Reial Madrid de la Copa del Rei el 13 de desembre del 2000 amb un resultat de 2-1.
Per les seves files han passat futbolistes destacats com ara Abel Resino, Roberto Simón Marina, Luis García, Rufete o Javier Casquero.
El club amb el qual té més rivalitat és el Talavera Club de Fútbol.

## Dades del club
- Temporades a Primera divisió: 0
- Temporades a Segona divisió: 7
- Temporades a Segona divisió B: 7
- Temporades a Tercera divisió: 34
- Millor posició històrica: 4t a Segona (1993/1994)

## Estadi

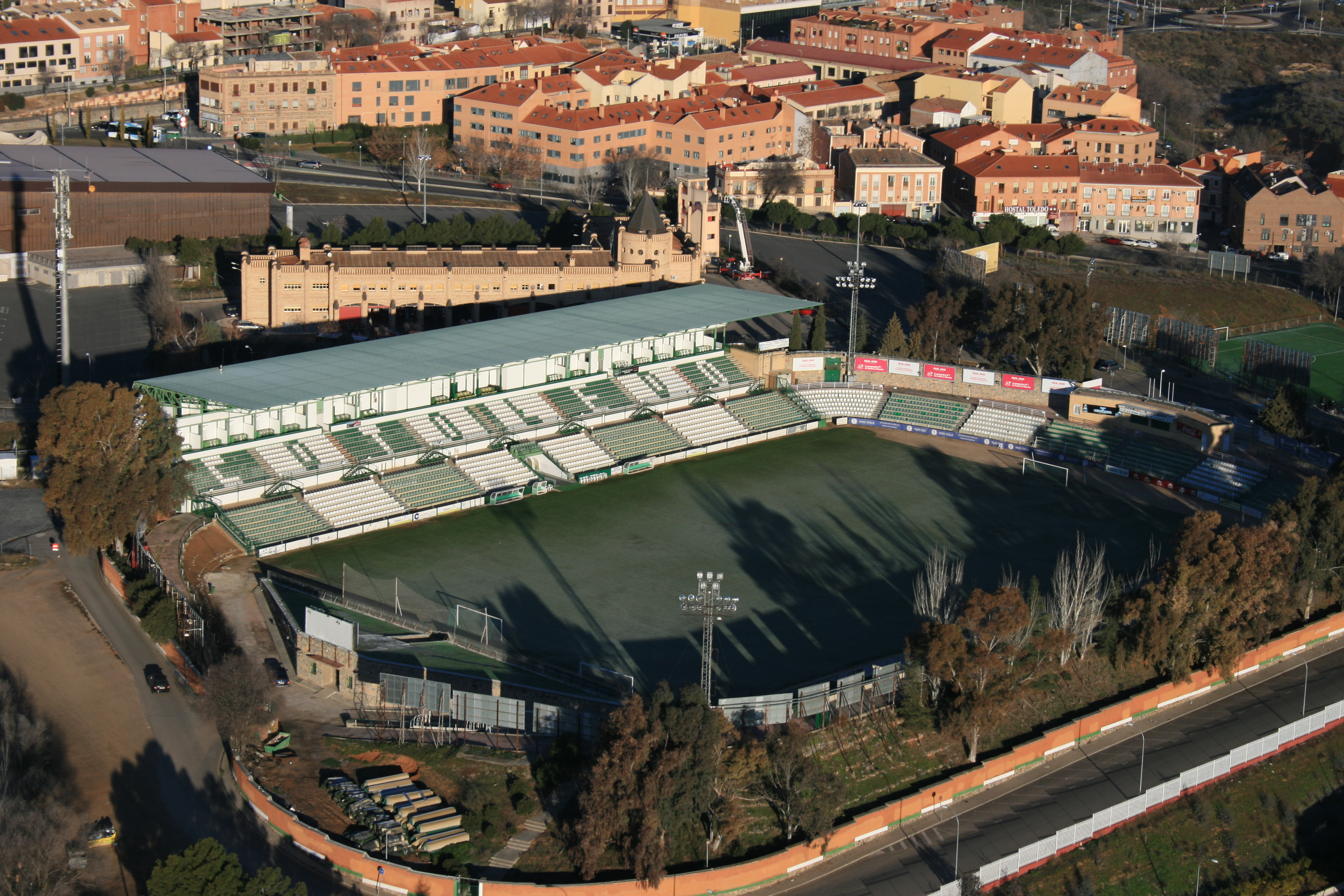
Estadi Salto del Caballo

L'estadi del CD Toledo rep el nom de Salto del Caballo. Té unes dimensions de 105 x 75 metres i una capacitat de 6.000 espectadors. Va ser inaugurat el 23 de novembre de 1973. Luis Aragonés fou l'autor del primer gol en aquest estadi. La seva actual capacitat fou assolida en una ampliació soferta la temporada 1993-1994.